# Victoria Pelova
Victoria Pelova (Delft, 3 juni 1999) is een Nederlandse voetbalster die als middenvelder uitkomt voor Arsenal in de Engelse WSL en daarnaast voor het Nederlands elftal. Ze speelde vanaf 2019 bij Ajax en stapte halverwege het seizoen 2022/23 over naar Arsenal.

## Clubcarrière
Pelova begon in 2006 bij de jeugd van DSV Concordia in Delft, waarvoor ze tien jaar lang zou uitkomen. In 2016 vertrok ze naar ADO Den Haag. In mei 2019 tekende Pelova een driejarig contract bij Ajax, dat ze in de zomer van 2022 met één jaar verlengde In januari 2023 verruilde ze Ajax voor Arsenal. Naast haar voetbalcarrière studeerde Pelova Technische Wiskunde aan de Technische Universiteit Delft (TU Delft).

## Interlandcarrière
In 2018 werd Pelova voor het eerst geselecteerd voor het Nederlands vrouwenvoetbalelftal. In 2018 speelde Pelova met de Oranjeleeuwinnen onder 20 mee op het WK in Frankrijk. In 2019 was ze onderdeel van de Nederlandse selectie op het wereldkampioenschap, dat ook in Frankrijk werd gehouden. In 2021 maakte Pelova onderdeel uit van de olympische selectie, waarvoor zij op 21 juli 2021 haar eerste interlanddoelpunt scoorde in de met 3–10 gewonnen groepswedstrijd tegen Zambia. Pelova behoorde tot de selectie van het Europees kampioenschap voetbal vrouwen 2022 en het Wereldkampioenschap voetbal vrouwen 2023.

## Privé
Pelova deed op jonge leeftijd aan verschillende sporten: o.a. schaken (twee keer op het Nederlands jeugdkampioenschap schaken), snowboarden en tennis.

## Statistieken
| Seizoen | Club         | Land      | Competitie | Wedstrijden | Doelpunten |
| ------- | ------------ | --------- | ---------- | ----------- | ---------- |
| 2016/17 | ADO Den Haag | Nederland | Eredivisie | 26          | 7          |
| 2017/18 | ADO Den Haag | Nederland | Eredivisie | 24          | 11         |
| 2018/19 | ADO Den Haag | Nederland | Eredivisie | 17          | 9          |
| 2019/20 | Ajax         | Nederland | Eredivisie | 12          | 1          |
| 2020/21 | Ajax         | Nederland | Eredivisie | 20          | 1          |
| 2021/22 | Ajax         | Nederland | Eredivisie | 24          | 6          |
| 2022/23 | Ajax         | Nederland | Eredivisie | 8           | 3          |
| 2022/23 | Arsenal      | Engeland  | WSL        | 12          | 1          |
| 2023/24 | Arsenal      | Engeland  | WSL        | 22          | 2          |
| Totaal  | Totaal       | Totaal    | Totaal     | 165         | 41         |

Laatste update: 21 mei 2024

## Interlandgoals
| Goal | Datum        | Locatie                                       | Tegenstander | Score | Uitslag | Competitie             |
| ---- | ------------ | --------------------------------------------- | ------------ | ----- | ------- | ---------------------- |
|      |              |                                               |              |       |         |                        |
| 1.   | 21 juli 2021 | Miyagistadion, Rifu, Japan                    | Zambia       | 10-1  | 10-3    | Olympische Spelen 2020 |
| 2.   | 27 juli 2021 | Nissanstadion, Yokohama, Japan                | China        | 7–2   | 8–2     | Olympische Spelen 2020 |
| 3.   | 17 juli 2022 | Bramall Lane, Sheffield, Verenigd Koninkrijk  | Zwitserland  | 1–3   | 1–4     | EK Vrouwen 2022        |
| 4.   | 3 juli 2023  | Parkstad Limburg Stadion, Kerkrade, Nederland | België       | 4–0   | 5-0     | Vriendschappelijk      |